# Bérengère Deprez
Bérengère Deprez est une écrivaine belge de langue française, née à Bruxelles en 1960.

## Biographie
Après des études de lettres et de journalisme, elle se consacre à l'édition scientifique (Presses universitaires de Louvain) et littéraire (Quadrature), ainsi qu'à la recherche et à l'écriture. Spécialiste de l'œuvre de Marguerite Yourcenar, docteur en langues et littératures romanes (université catholique de Louvain), elle a été Post-Doctoral Fellow à l'université Harvard en 2007 pour une recherche consacrée à l'influence des États-Unis sur Marguerite Yourcenar. Elle a publié une vingtaine d'articles scientifiques, ainsi que des nouvelles et des romans qui témoignent d'une sensibilité tournée vers les diverses dimensions de l'amour humain, l'irruption de la sensualité, le sacré et la spiritualité comme instruments d'un accomplissement strictement, mais intégralement humain. Son dernier roman, Kilomètre 7, est à cet égard une réécriture du récit évangélique dans un contexte de guerre très actuel.

## Œuvres littéraires
Romans
- Jusqu’à preuve du contraire, roman, Delperdange, 1992, rééd. 1998 avec une préface de Michel Woitrin et deux nouvelles.
- Le Livre des deuils, roman, Luce Wilquin, 2004.
- Kilomètre 7, roman, Luce Wilquin, 2006.
- Le Sablier du jour, Luce Wilquin, 2009.

Nouvelles en recueil
- Le Vent syrien, nouvelles, Quorum, 1996.
- Derrière moi, nouvelles, Luce Wilquin, 2012.

Sélection d’autres textes
- « Autour de l’arobase », Louvain n° 130, juillet-août 2002 ;
- « Eminem, Shakespeare, et alors ? », Marginales n° 256, hiver 2004 ;
- traduction de l’anglais de six poèmes de Marilene Phipps-Kettlewell, Marginales n° 267, automne 2007 ;
- « Écrire aujourd'hui, sous quelle inspiration ? », participation à une table ronde animée par Jean-Pol Hecq (RTBf-La Première) à l'occasion du colloque « La croix et la bannière. L'écrivain catholique en Francophonie », Centre interdisciplinaire d'étude des religions et de la laïcité de l'Université libre de Bruxelles, 14 octobre 2006, Revue générale, n°1, janvier 2009, p. 57-65.

## Essais
- Marguerite Yourcenar et les États-Unis. Du nageur à la vague, Éditions Racine, 2012, 192 p.
- Marguerite Yourcenar and the United States. From Prophecy to Protest, Peter Lang, coll. « Yourcenar », 2009, 180 p.
- Marguerite Yourcenar. Écriture, maternité, démiurgie, essai, Bruxelles, Archives et musée de la littérature/PIE-Peter Lang, coll. « Documents pour l’histoire des francophonies », 2003, 330 p.

## Affiliations
- Membre de la Société internationale d’études yourcenariennes (SIEY, Tours, France)
- Membre effectif du Centre international de documentation Marguerite Yourcenar (CIDMY, Bruxelles, Belgique)
- Membre de l'Association des journalistes périodiques belges et étrangers (AJPBE)
- Membre de Women in French (WIF)
- Membre du Conseil international d’études francophones (CIEF)
- Membre de la Société civile des auteurs multimedia (SCAM)